# Vikram Chandra
Vikram Chandra född 23 juli 1961 i Delhi, är en indisk författare.
Chandra debuterade 1995 med romanen Red earth and pouring rain.